# Thuần Minh Hiếu Hoàng hậu
Thuần Minh Hiếu Hoàng hậu (Hangul: 순명효황후, Hanja: 純明孝皇后) (20/11/1872 – 5/11/1907) là nguyên phối của vua Triều Tiên Thuần Tông Lý Chước, vị Hoàng đế cuối cùng của Nhà Triều Tiên lẫn Đại Hàn Đế Quốc. Bà chưa từng làm Hoàng hậu khi còn sống, thụy hiệu Hoàng hậu của bà do vua Thuần Tông truy phong khi ông lên ngôi Hoàng đế năm 1907. Tước hiệu cao nhất khi còn sống của bà là Hoàng thái tử phi của Đại Hàn Đế quốc.

## Cuộc đời
Thuần Minh Hiếu Hoàng hậu, xuất thân từ gia tộc Ly Hưng Mẫn thị (驪興閔氏), sinh năm 1872 (Cao Tông năm thứ 9) tại Hán Thành phủ, là con gái của Ly Ân Phủ viện quân Mẫn Đài Cảo (閔台鎬) và kế thất Trấn Dương Phủ phu nhân Trấn Xuyên Tống thị (鎭川 宋氏). Vương phi Mẫn thị (tức Minh Thành Hoàng hậu), chính thất của vua Cao Tông gọi cha bà là đường huynh. Khi mới 9 tuổi, Mẫn thị đã đọc "Nữ Tắc" cùng "Tiểu học" và nhanh chóng hiểu rõ ý nghĩa sâu sắc của chúng. Bản thân bà cũng được đánh giá là thông minh và trầm tĩnh, đồng thời nhờ vào bối cảnh gia đình thường gặp các quý phụ hay ra vào nên bà học được cách cư xử phép tắc đúng mực ứng với thân phận của mình. Năm 1882 (Cao Tông năm thứ 19), Mẫn thị khi đó 11 tuổi chính thức làm lễ kết hôn với Vương Thế tử Lý Chước (tức vua Thuần Tông sau này) tại An Quốc động Biệt cung (安國洞別宮), lúc này bà chính thức trở thành Vương thế tử tần (王世子嬪), còn được gọi ngắn là Tần cung (嬪宮).
Không lâu sau hôn lễ của bà, xảy ra sự kiện "Nhâm Ngọ binh biến" (壬午兵變; 임오군란), mẹ chồng bà, Vương phi Mẫn thị phải chạy trốn và không rõ tung tích trong một khoảng thời gian. Mẫn thị, lúc này là Tần cung, đã cầu mong cho mẹ chồng có thể bình an trở về bằng cách không ăn thịt cá và cầu nguyện trời phật vào mỗi đêm. Sau sự kiện này, chính phủ Triều Tiên lại xuất hiện đảng tranh, gồm hai đảng là “Sự đại đảng” (事大黨; 사대당) do cha của Tần cung là Mẫn Đài Cảo chủ trì, có ý thân Thanh, chủ trương duy trì quan hệ phiên thuộc với nhà Thanh; còn đối lập là “Khai hóa đảng” (開化黨; 개화당) do Phác Vịnh Hiếu (樸泳孝) chủ trì, có ý thân Nhật, chủ trương nhờ Nhật Bản hỗ trợ để ly khai nhà Thanh, cải cách đất nước theo mô hình Minh Trị khi trước. Hai năm sau, tức năm 1884, lại xảy ra "Giáp Thân chính biến" (甲申政变; 갑신정변), đa số các quan viên thuộc Sự đại đảng, bao gồm cả cha bà Mẫn Đài Cảo bị giết chết, Mẫn thị khi đó không dám biểu lộ sự đau buồn ra ngoài nên được Đại vương đại phi Triệu thị (tức Thần Trinh Vương hậu) an ủi cảm thông.
Sau khi Chiến tranh Giáp Ngọ diễn ra năm 1897, Điều ước Mã Quan (马关条约) được kí kết, nhà Thanh tuyên bố từ bỏ Triều Tiên, công nhận hoàn toàn, trọn vẹn nền độc lập và quyền tự chủ của Triều Tiên, biến Triều Tiên từ phiên quốc thành nước độc lập, không còn phải cống nạp hay thực hiện nghi lễ với Thanh triều nữa. Vương thất Lý thị cũng bắt đầu nâng cấp theo chuẩn một quốc gia độc lập. Quốc vương Cao Tông đổi kính xưng từ Điện hạ thành Bệ hạ, Vương phi Mẫn thị được nâng thành Vương hậu, còn Vương thế tử Lý Chước nâng thành Vương thái tử, cũng đổi kính xưng từ Để hạ thành Điện hạ. Vương thế tử tần Mẫn thị lúc này cũng được đổi gọi thành Vương thái tử phi (王太子妃).

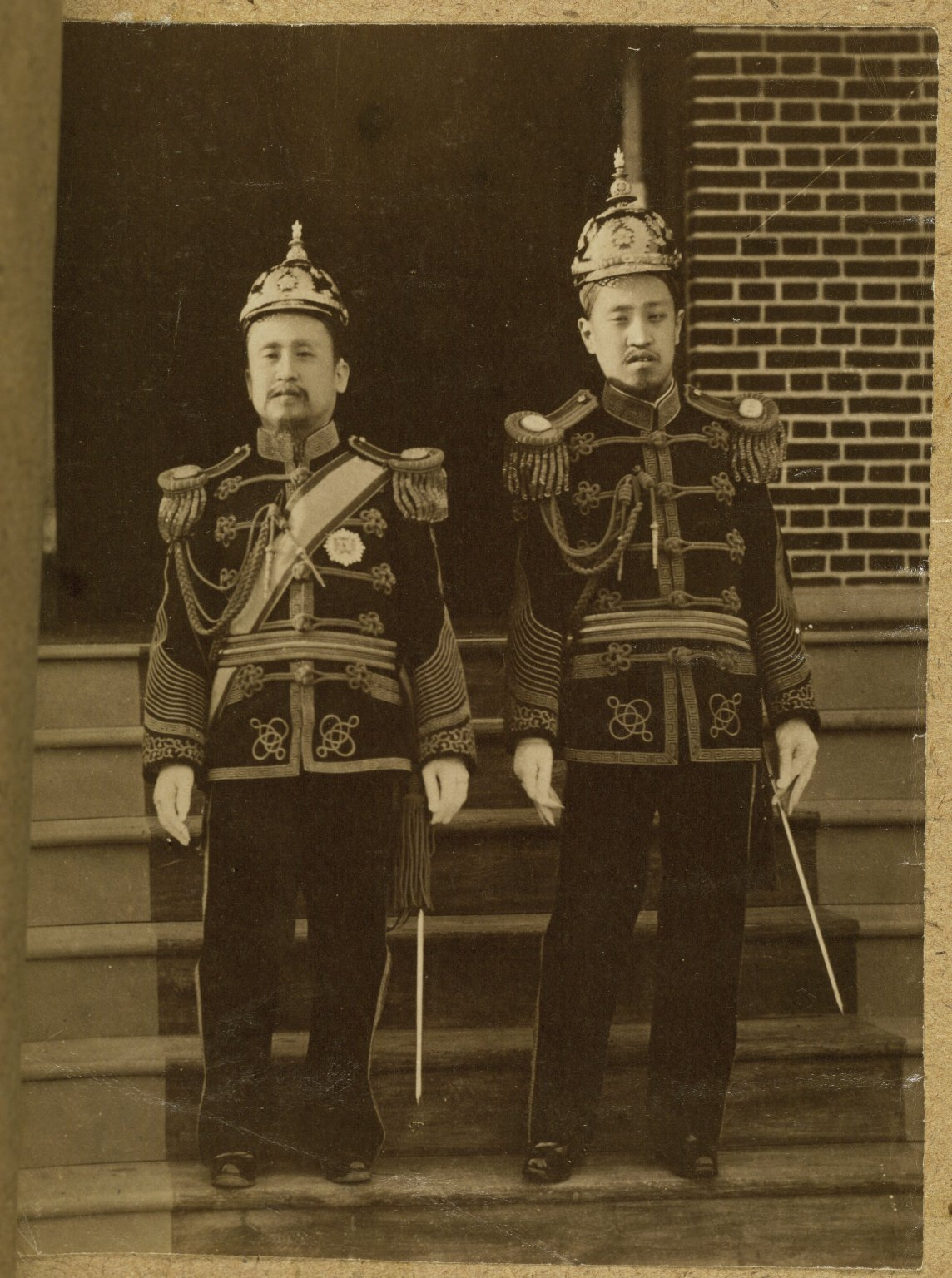
Quang Vũ đế và thái tử Lý Chước (sau là Long Hi đế), khoảng năm 1904.

Năm 1895, "Ất Mùi sự biến" (乙未事變; 을미사변) xảy ra, khi toán quân phiến loạn người Nhật tràn vào Cảnh Phúc cung với mục đích ám sát mẹ chồng bà là Vương hậu Mẫn thị để củng cố ảnh hưởng của Nhật tại Triều Tiên. Khi đó Vương thái tử phi Mẫn thị đã che chắn trước Vương hậu để cố gắng bảo vệ bà khỏi quân Nhật nhưng bất thành, thậm chí bà còn bị chúng xô ngã qua một bên, dẫn đến thắt lưng bà gặp tổn thương. Sau khi Minh Thành Hoàng hậu bị ám sát, bà thường hay gào khóc và ngất xỉu. 

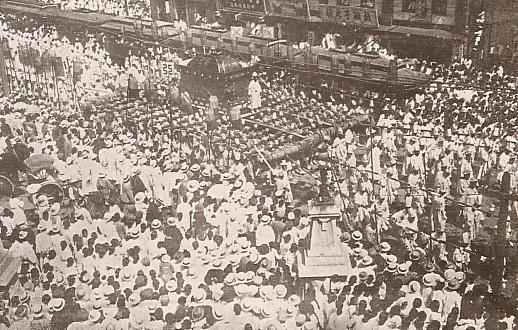
Ảnh chụp đám tang của vua Thuần Tông năm 1926.

Khi Đại Hàn Đế Quốc được thành lập năm 1897, Cao Tông chính thức xưng thành Hoàng đế, chính thức sử dụng tước hiệu nâng cấp theo chuẩn tương tự hoàng thất Trung Quốc, Vương thái tử Lý Chước trở thành Hoàng thái tử (皇太子), nguyên phối Vương thái tử phi Mẫn thị trở thành Hoàng thái tử phi (皇太子妃). Theo ghi chép, bản thân Mẫn thị nhiều năm không có sinh dục, dưới sức ép của việc phải sinh ra hậu duệ, bản thân bà dần trở nên nhạy cảm khó chịu, thường hay la hét và đập phá vật dụng xung quanh mỗi ngày. Việc bà phải chịu tổn thương sâu sắc từ biến cố gia đình lẫn áp lực hậu duệ khiến bà bị trầm cảm nặng ngay sau đó, trở thành nguyên nhân góp phần vào sự ra đi sớm của bà. Dần lâu ngày, sức khỏe bà trở nên yếu ớt, cuối cùng vào ngày 5 tháng 11 năm 1907 (Quang Vũ năm thứ 8), bà qua đời tại Khang Thái thất (康泰室), trong Khánh Vận cung (慶運宮), chung niên 31 tuổi. Ngày 22 tháng 11 cùng năm, bà được ban thụy hiệu là "Thuần Liệt phi" (純烈妃), sau đổi thành "Thuần Minh phi" (純明妃). Sau khi mãn tang, triều đình sau đó chính thức mở Tam giản trạch (三揀擇) để chọn ra Thái tử phi mới, cuối cùng Hải Bình Doãn thị (海平尹氏), con gái của Doãn Trạch Vinh (尹澤榮) chính thức được chọn làm kế phi, tức Thuần Trinh Hiếu Hoàng hậu.
Ban đầu, bà được chôn cất tại Dụ Khang viên (裕康園) ở Gyeonggi-do, điện hiệu là Ý Hiếu (懿孝殿). Năm 1907, tháng 7, Quang Vũ đế bị người Nhật bức thoái vị lui về làm Thái thượng hoàng, thái tử lên nối ngôi trở thành Hoàng đế, niên hiệu Long Hi, truy tặng nguyên phi Mẫn thị quá cố thụy “Thuần Minh Hoàng hậu” (純明皇后). Năm 1910, ngày 22 tháng 8, Nhật Bản bắt ép Đại Hàn kí kết Hiệp ước Nhật–Hàn (Nhật - Hàn hợp tịnh; 日韓合併), chính thức đem bán đảo Triều Tiên trở thành thuộc địa của Nhật Bản, Đại Hàn Đế quốc chính thức diệt vong, sáp nhập vào hoàng thất Nhật Bản, Thuần Tông thoái vị, đổi thành Xương Đức cung Lý vương (昌德宮李王) và mất năm 1926. Khi Thuần Tông qua đời và được dâng đế thụy "Hiếu", tức "Thuần Tông Hiếu Hoàng đế" (純宗孝皇帝), bà cũng được thêm đế thụy vào thành "Thuần Minh Hiếu Hoàng hậu" (純明孝皇后), toàn thụy "Kính Hiển Thành Huy Thuần Minh Hiếu Hoàng hậu" (敬顯成徽純明孝皇后). Ba năm sau quốc tang, ngày 6 tháng 7 năm 1928, với tư cách là nguyên phối, thần chủ của bà được phối thờ cùng Thuần Tông trong Tông miếu, họa tượng được phụng an tại Tuyền Nguyên điện (璇源殿). Về sau, phần mộ bà được chuyển về an táng chung cùng với Thuần Tông Hoàng đế và người vợ kế là Thuần Trinh Hiếu Hoàng hậu tại Dụ Lăng (裕陵)